# Solid Base
"Solid Base" é um grupo sueco de eurodance formada em 1994 e que fez sucesso na Europa com as canções "Mirror, Mirror" (1995) e "You Never Know" (1996) do álbum de 1996, Finaly. Dois anos depois, eles lançaram seu segundo álbum The Take Off onde a música "Come'n Get Me" é provavelmente o seu bem conhecido. O segundo álbum da banda, The Take Off, foi bem sucedida no Japão, sendo certificado pela GLO pela Riaj em 1998. O grupo que estava separada desde de 2004 retornou 10 anos depois com novos integrantes: Thomas Nordin e Jenny Redenkvist.

## Discografia

### Álbuns
- 1996 – Finally
- 1998 – The Take Off
- 1999 – Express
- 2001 – Party Totale
- 2002 – In Action
- 2002 – Greatest Hits
- 2004 – Greatest Hits (20 tracks, + 9 bonus DVD features)

### Singles
- "Together" (1994)
- "In Your Dreams" (1994)
- "Mirror, Mirror" (1995)
- "Stars in the Night" (1995)
- "You Never Know" (1996)
- "Let It All Be Sunshine" (1996)
- "All My Life" (1997)
- "Fly to Be Free" (1997)
- "Come'n Get Me" (1998)
- "Sunny Holiday" (1998)
- "Ticket to Fly" (1999)
- "Once You Pop (You Can't Stop)" (1999)
- "This Is How We Do It" (1999)
- "Push It" (2000)
- "Sha La Long" (2000)
- "Come On Everybody" (2000)
- "I Like It" (2001)
- "Wet" (2015)
- "We're Gonna Rock It" (2017)

## Ligações Externas
- Site oficial